# Камчия
Камчия — річка на сході Болгарії. Має довжину 245 км та площу басейну 5 358 км².
Утворюється злиттям річок Люда Камчия та Голяма Камчия, які, у свою чергу, беруть початок у болгарській частині Старої Планини. Витоком Камчиї прийнято вважати витік Голямої Камчиї, розташований на висоті 710 м над рвінем моря. Пролягає виключно територією Болгарії, тече у східному напрямку і впадає у Чорне море за 25 км південніше Варни.
Території біля гирла річки загальною площею понад 1000 га віднесені 1977 року до переліку біосферних заповідників з метою збереження первісного лісу та притаманної йому екосистеми. Камчиянський заповідник включений до списку біосферних заповідників ЮНЕСКО.
Північніше гирла Камчиї розташований однойменний курортний комплекс, що складається з низки баз відпочинку, збудованих за часів Народної республіки Болгарія за відомчим принципом.